# Västra och Östra Hisings häraders valkrets
Västra och Östra Hisings häraders valkrets var en egen valkrets med ett mandat vid riksdagsvalen till andra kammaren 1884–1905. Valkretsen, som omfattade Västra Hisings och Östra Hisings härader, uppgick i valet 1908 i Askims samt Västra och Östra Hisings häraders valkrets.

## Riksdagsmän
- Jöns Rundbäck, lmp 1885–1887, nya lmp 1888–1890 (1885–1890)
- Johan Sjöholm, gamla lmp (1891–1893)
- Carl Grundell, nya lmp 1894, lmp 1895–1900 (1894–1900)
- Herman Andersson, lmp (1901–1908)

## Valresultat

### 1887 I
| Andrakammarvalet i Sverige 1887 I: Västra och Östra Hisings häraders valkrets | Andrakammarvalet i Sverige 1887 I: Västra och Östra Hisings häraders valkrets | Andrakammarvalet i Sverige 1887 I: Västra och Östra Hisings häraders valkrets | Andrakammarvalet i Sverige 1887 I: Västra och Östra Hisings häraders valkrets | Andrakammarvalet i Sverige 1887 I: Västra och Östra Hisings häraders valkrets |
| Kandidat                                                                      | Kandidat                                                                      | Röster                                                                        | Röster                                                                        | Röster                                                                        |
| Kandidat                                                                      | Kandidat                                                                      | Antal                                                                         | %                                                                             | +− %                                                                          |
| ----------------------------------------------------------------------------- | ----------------------------------------------------------------------------- | ----------------------------------------------------------------------------- | ----------------------------------------------------------------------------- | ----------------------------------------------------------------------------- |
|                                                                               | Jöns Rundbäck (NL)                                                            | 11                                                                            | 55,0                                                                          |                                                                               |
|                                                                               | David Flobeck (frih.)                                                         | 9                                                                             | 45,0                                                                          |                                                                               |
| Antal giltiga röster                                                          | Antal giltiga röster                                                          | 20                                                                            |                                                                               |                                                                               |
| Kasserade röster                                                              | Kasserade röster                                                              | 0                                                                             |                                                                               |                                                                               |
| Totalt                                                                        | Totalt                                                                        | 20                                                                            |                                                                               |                                                                               |

Valet ägde rum den 21 april 1887. Valdeltagandet var 31,3% vid valet av de 20 elektorer som valde riksdagsmannen.

### 1887 II
| Andrakammarvalet i Sverige 1887 II: Västra och Östra Hisings häraders valkrets | Andrakammarvalet i Sverige 1887 II: Västra och Östra Hisings häraders valkrets | Andrakammarvalet i Sverige 1887 II: Västra och Östra Hisings häraders valkrets | Andrakammarvalet i Sverige 1887 II: Västra och Östra Hisings häraders valkrets | Andrakammarvalet i Sverige 1887 II: Västra och Östra Hisings häraders valkrets |
| Kandidat                                                                       | Kandidat                                                                       | Röster                                                                         | Röster                                                                         | Röster                                                                         |
| Kandidat                                                                       | Kandidat                                                                       | Antal                                                                          | %                                                                              | +− %                                                                           |
| ------------------------------------------------------------------------------ | ------------------------------------------------------------------------------ | ------------------------------------------------------------------------------ | ------------------------------------------------------------------------------ | ------------------------------------------------------------------------------ |
|                                                                                | Jöns Rundbäck (NL)                                                             | 12                                                                             | 60,0                                                                           | ▲5,0                                                                           |
|                                                                                | Karl Andersson (frih.)                                                         | 8                                                                              | 40,0                                                                           |                                                                                |
| Antal giltiga röster                                                           | Antal giltiga röster                                                           | 20                                                                             |                                                                                |                                                                                |
| Kasserade röster                                                               | Kasserade röster                                                               | 0                                                                              |                                                                                |                                                                                |
| Totalt                                                                         | Totalt                                                                         | 20                                                                             |                                                                                |                                                                                |

Valet ägde rum den 12 september 1887. Valdeltagandet var 22,6% vid valet av de 20 elektorer som valde riksdagsmannen.

### 1890
| Andrakammarvalet i Sverige 1890: Västra och Östra Hisings häraders valkrets | Andrakammarvalet i Sverige 1890: Västra och Östra Hisings häraders valkrets | Andrakammarvalet i Sverige 1890: Västra och Östra Hisings häraders valkrets | Andrakammarvalet i Sverige 1890: Västra och Östra Hisings häraders valkrets | Andrakammarvalet i Sverige 1890: Västra och Östra Hisings häraders valkrets |
| Kandidat                                                                    | Kandidat                                                                    | Röster                                                                      | Röster                                                                      | Röster                                                                      |
| Kandidat                                                                    | Kandidat                                                                    | Antal                                                                       | %                                                                           | +− %                                                                        |
| --------------------------------------------------------------------------- | --------------------------------------------------------------------------- | --------------------------------------------------------------------------- | --------------------------------------------------------------------------- | --------------------------------------------------------------------------- |
|                                                                             | Johan Sjöholm (GL)                                                          | 10                                                                          | 52,6                                                                        |                                                                             |
|                                                                             | Jöns Rundbäck (NL)                                                          | 9                                                                           | 47,4                                                                        | ▼12,6                                                                       |
| Antal giltiga röster                                                        | Antal giltiga röster                                                        | 19                                                                          |                                                                             |                                                                             |
| Kasserade röster                                                            | Kasserade röster                                                            | 0                                                                           |                                                                             |                                                                             |
| Totalt                                                                      | Totalt                                                                      | 19                                                                          |                                                                             |                                                                             |

Valet ägde rum den 13 september 1890. Valdeltagandet var 27,2% vid valet av de 19 elektorer som valde riksdagsmannen.

### 1893
| Andrakammarvalet i Sverige 1893: Västra och Östra Hisings häraders valkrets | Andrakammarvalet i Sverige 1893: Västra och Östra Hisings häraders valkrets | Andrakammarvalet i Sverige 1893: Västra och Östra Hisings häraders valkrets | Andrakammarvalet i Sverige 1893: Västra och Östra Hisings häraders valkrets | Andrakammarvalet i Sverige 1893: Västra och Östra Hisings häraders valkrets |
| Kandidat                                                                    | Kandidat                                                                    | Röster                                                                      | Röster                                                                      | Röster                                                                      |
| Kandidat                                                                    | Kandidat                                                                    | Antal                                                                       | %                                                                           | +− %                                                                        |
| --------------------------------------------------------------------------- | --------------------------------------------------------------------------- | --------------------------------------------------------------------------- | --------------------------------------------------------------------------- | --------------------------------------------------------------------------- |
|                                                                             | Carl Grundell (NL)                                                          | 455                                                                         | 64,9                                                                        |                                                                             |
|                                                                             | Kristian Wickström (frih.)                                                  | 242                                                                         | 34,5                                                                        |                                                                             |
|                                                                             | Övriga kandidater                                                           | 4                                                                           | 0,6                                                                         |                                                                             |
| Antal giltiga röster                                                        | Antal giltiga röster                                                        | 701                                                                         |                                                                             |                                                                             |
| Kasserade röster                                                            | Kasserade röster                                                            | 2                                                                           |                                                                             |                                                                             |
| Totalt                                                                      | Totalt                                                                      | 703                                                                         |                                                                             |                                                                             |

Valet ägde rum den 12 september 1893. Valdeltagandet var 74,5%.

### 1896
| Andrakammarvalet i Sverige 1896: Västra och Östra Hisings häraders valkrets | Andrakammarvalet i Sverige 1896: Västra och Östra Hisings häraders valkrets | Andrakammarvalet i Sverige 1896: Västra och Östra Hisings häraders valkrets | Andrakammarvalet i Sverige 1896: Västra och Östra Hisings häraders valkrets | Andrakammarvalet i Sverige 1896: Västra och Östra Hisings häraders valkrets |
| Kandidat                                                                    | Kandidat                                                                    | Röster                                                                      | Röster                                                                      | Röster                                                                      |
| Kandidat                                                                    | Kandidat                                                                    | Antal                                                                       | %                                                                           | +− %                                                                        |
| --------------------------------------------------------------------------- | --------------------------------------------------------------------------- | --------------------------------------------------------------------------- | --------------------------------------------------------------------------- | --------------------------------------------------------------------------- |
|                                                                             | Carl Grundell (L, prot.)                                                    | 313                                                                         | 93,4                                                                        | ▲28,5                                                                       |
|                                                                             | Johan Sjöholm (frih.)                                                       | 14                                                                          | 4,2                                                                         |                                                                             |
|                                                                             | Övriga kandidater                                                           | 8                                                                           | 2,4                                                                         |                                                                             |
| Antal giltiga röster                                                        | Antal giltiga röster                                                        | 335                                                                         |                                                                             |                                                                             |
| Kasserade röster                                                            | Kasserade röster                                                            | 2                                                                           |                                                                             |                                                                             |
| Totalt                                                                      | Totalt                                                                      | 337                                                                         |                                                                             |                                                                             |

Valet ägde rum den 4 september 1896. Valdeltagandet var 34,7%.

### 1899
| Andrakammarvalet i Sverige 1899: Västra och Östra Hisings häraders valkrets | Andrakammarvalet i Sverige 1899: Västra och Östra Hisings häraders valkrets | Andrakammarvalet i Sverige 1899: Västra och Östra Hisings häraders valkrets | Andrakammarvalet i Sverige 1899: Västra och Östra Hisings häraders valkrets | Andrakammarvalet i Sverige 1899: Västra och Östra Hisings häraders valkrets |
| Kandidat                                                                    | Kandidat                                                                    | Röster                                                                      | Röster                                                                      | Röster                                                                      |
| Kandidat                                                                    | Kandidat                                                                    | Antal                                                                       | %                                                                           | +− %                                                                        |
| --------------------------------------------------------------------------- | --------------------------------------------------------------------------- | --------------------------------------------------------------------------- | --------------------------------------------------------------------------- | --------------------------------------------------------------------------- |
|                                                                             | Carl Grundell                                                               | 153                                                                         | 40,9                                                                        | ▼52,5                                                                       |
|                                                                             | Peter Andreasson                                                            | 87                                                                          | 23,3                                                                        |                                                                             |
|                                                                             | Reinhold Cervin                                                             | 68                                                                          | 18,2                                                                        |                                                                             |
|                                                                             | Herman Andersson (kons.)                                                    | 63                                                                          | 16,8                                                                        |                                                                             |
|                                                                             | Övriga kandidater                                                           | 3                                                                           | 0,8                                                                         |                                                                             |
| Antal giltiga röster                                                        | Antal giltiga röster                                                        | 374                                                                         |                                                                             |                                                                             |
| Kasserade röster                                                            | Kasserade röster                                                            | 0                                                                           |                                                                             |                                                                             |
| Totalt                                                                      | Totalt                                                                      | 374                                                                         |                                                                             |                                                                             |

Valet ägde rum den 11 september 1899. Valdeltagandet var 39,9%.

### 1902
| Andrakammarvalet i Sverige 1902: Västra och Östra Hisings häraders valkrets | Andrakammarvalet i Sverige 1902: Västra och Östra Hisings häraders valkrets | Andrakammarvalet i Sverige 1902: Västra och Östra Hisings häraders valkrets | Andrakammarvalet i Sverige 1902: Västra och Östra Hisings häraders valkrets | Andrakammarvalet i Sverige 1902: Västra och Östra Hisings häraders valkrets |
| Kandidat                                                                    | Kandidat                                                                    | Röster                                                                      | Röster                                                                      | Röster                                                                      |
| Kandidat                                                                    | Kandidat                                                                    | Antal                                                                       | %                                                                           | +− %                                                                        |
| --------------------------------------------------------------------------- | --------------------------------------------------------------------------- | --------------------------------------------------------------------------- | --------------------------------------------------------------------------- | --------------------------------------------------------------------------- |
|                                                                             | Herman Andersson                                                            | 381                                                                         | 53,6                                                                        | ▲36,8                                                                       |
|                                                                             | Emil Dahlgren (liberal)                                                     | 228                                                                         | 32,1                                                                        |                                                                             |
|                                                                             | Carl Grundell (höger)                                                       | 101                                                                         | 14,2                                                                        | ▼26,7                                                                       |
|                                                                             | Övriga kandidat                                                             | 1                                                                           | 0,1                                                                         |                                                                             |
| Antal giltiga röster                                                        | Antal giltiga röster                                                        | 711                                                                         |                                                                             |                                                                             |
| Kasserade röster                                                            | Kasserade röster                                                            | 4                                                                           |                                                                             |                                                                             |
| Totalt                                                                      | Totalt                                                                      | 715                                                                         |                                                                             |                                                                             |

Valet ägde rum den 14 september 1902. Valdeltagandet var 62,4%.

### 1905
| Andrakammarvalet i Sverige 1905: Västra och Östra Hisings häraders valkrets | Andrakammarvalet i Sverige 1905: Västra och Östra Hisings häraders valkrets | Andrakammarvalet i Sverige 1905: Västra och Östra Hisings häraders valkrets | Andrakammarvalet i Sverige 1905: Västra och Östra Hisings häraders valkrets | Andrakammarvalet i Sverige 1905: Västra och Östra Hisings häraders valkrets |
| Kandidat                                                                    | Kandidat                                                                    | Röster                                                                      | Röster                                                                      | Röster                                                                      |
| Kandidat                                                                    | Kandidat                                                                    | Antal                                                                       | %                                                                           | +− %                                                                        |
| --------------------------------------------------------------------------- | --------------------------------------------------------------------------- | --------------------------------------------------------------------------- | --------------------------------------------------------------------------- | --------------------------------------------------------------------------- |
|                                                                             | Herman Andersson                                                            | 449                                                                         | 60,5                                                                        | ▲6,9                                                                        |
|                                                                             | Alfred Gullbring (liberal)                                                  | 292                                                                         | 39,4                                                                        |                                                                             |
|                                                                             | Övriga kandidater                                                           | 1                                                                           | 0,1                                                                         |                                                                             |
| Antal giltiga röster                                                        | Antal giltiga röster                                                        | 742                                                                         |                                                                             |                                                                             |
| Kasserade röster                                                            | Kasserade röster                                                            | 4                                                                           |                                                                             |                                                                             |
| Totalt                                                                      | Totalt                                                                      | 746                                                                         |                                                                             |                                                                             |

Valet ägde rum den 10 september 1905. Valdeltagandet var 54,4%.